# 阿卡迪亞 (密西西比州)
阿卡迪亞（英語：Arcadia）是一座位於美國密西西比州伊薩奎納縣的鬼鎮。亦是一座坐落於密西西比河之濱的郵鎮。1990年人口為45人。
一個郵局曾以阿卡迪亞的名義從1882年運營至1919年。
昔日的社區如今被稱之爲“阿卡迪亞角”，並坐落於密西西比河内部東岸的無人島上。